# Brtonigla
Brtonigla (olaszul: Verteneglio) falu és község Horvátországban, Isztria megyében. Közigazgatásilag Nova Vas, Karigador, Fiorini és Radini települések tartoznak hozzá.

## Fekvése
Az Isztria északnyugati részén, Umagtól 12 km-re délkeletre, Novigradtól 8 km-re északkeletre egy 141 méteres magaslaton fekszik. A község területe a Mirna-folyótól a tengerpartig húzódik, részben erdőkkel borított termékeny mezők alkotják. Itt halad át az Isztriát átszelő A9-es jelű gyorsforgalmi út. Településrészei: Druškovići, Fernetići, Gornji Katunari (Pisine), Donji Katunari, Kovri, Kršin, Škrinjari, Turini, Valentići, Grobice, Marinčići, Vrh Marcari, Boboci és Valica.

## Története
Brtonigla község területén már a történelem előtti időben is éltek emberek. Ezt bizonyítják az ősi várnyomok és erődített településmaradványok. A Mirna völgyében levő barlangokból újkőkori, valamint az i. e. 2100 – i. e. 1000 közötti, a bronzkorból származó eszközök kerültek elő. Ma is felismerhetők a korabeli várak, erődített települések vastag falai, melyek helyenként a 3 métert is meghaladják. Közülük a legismertebb a Nova Vas melletti Valaronnak, másképpen Gradinának nevezett helyen található. A rómaiak előtt a félszigetnek is nevet adó hisztri törzs uralta e vidéket. A rómaiak i. e. 177-ben véres csaták során foglalták el az Isztriai-félszigetet. A római uralomnak számos nyoma maradt szerte a község területén. Erről mesél a Turina környékén a falutól 200 méterre délre 1900-ban talált sírkőlap. Alberto Puschi (1853-1922) korának neves helyi régésze, a trieszti múzeum igazgatója a mai temetőtől északra is antik sírokról számol be. A brtoniglai temetőtől északnyugatra a Zidovišća mezőn mozaikpadlós épületek maradványai kerültek elő. Blagonija területén az új gyorsforgalmi út építése során szintén találtak ókori temetkezéseket. Az itt talált tetőfedő cserepeken 2000 éves bélyegnyomatok, a korabeli műhelyek jelei látszanak. Ugyancsak Puschi említi, hogy itt a Krasnak is nevezett helyen látott mozaikpadlós római épületmaradványokat és olyan ókori sírköveket, melyeket újkori építkezésekhez használtak fel. 1995-ben a Fernetići Bošćak-mezőn is találtak sírokat, melyekből üvegtárgyak, pénz és egy olajmécses került elő és még hosszasan lehetne sorolni a község területén előkerült római maradványokat.
A középkorban bencés kolostor állt itt, mely körül kialakult a régi település magja. A bencéseket később a 15. században ágoston rendi szerzetesek váltották fel. A kolostor a 17. században pusztult el.
A 11. században Brtonigla az aquileiai pátriárka hűbérbirtoka lett. Első írásos említése 1234-ben „Ortoneglo” néven történt, melynek eredete a latin hortus niger (fekete kert) szavakra megy vissza és amely nevet kertjeinek fekete földjéről kapta. Az első említés abból a határleírásól származik, amely a novigradi püspökség és a Mirna völgyében fekvő középkori Sveti Juraj uradalma közötti határvonalat állapítja meg. Az említett okiratban Mainhard isztriai gróf mint döntőbíró határoz a momjani, a pazini, a novigradi és a sveti juraji birtokok határa körüli vitás kérdésekben.
A 13. században a momjani uradalomhoz tartozott. A 14. századtól a 18. század végéig a Velencei Köztársaság birtoka volt. A 15. és 16. században dalmáciai menekültekkel népesítették be. A 16. században Brtonigla már ismert település, melynek bizonyságául szolgál, hogy a novigradi püspökök menekülve a malária elől a nyári hónapokat szívesen töltötték itt. Ezt egy 1621-es okirat is igazolja, amelyet Massimo Rigo a novigradi püspök által kinevezett elöljáró Eusebia Caimo aquileiai kanonok éppen Brtoniglában keltezett és amelyet néhány bujei családnak és a helyi Szűz Mária templom birtokjogának kérdésében keletkezett vitájának tárgyában adott ki. A 16. század második felében már saját plébániával is rendelkezett, amint azt az 1580. január 27-i püspöki egyházlátogatásból is tudjuk. Az Isztria többi településéhez hasonlóan itt is hatalmas pusztítást okoztak a korszak járványai. Az 1630-31-es pestisjárvány során például a lakosság száma 587-ről 326-ra csökkent. A kedvező klíma és a termékeny talaj azonban gyorsan odavonzotta a környező vidékek, különösen Novigrad lakóit, akiket a pestis mellett a malária is sújtott. Az új bevándorlók között olyan gazdag családok is voltak, mint a Rigo és a Busin család, akiknek nagy földbirtokaik és fakereskedésük volt. Friuliból erdészek, kézművesek, kereskedők és telepesek érkeztek. Így a lakosság száma csakhamar elérte a járványok előtti szintet.
1797-ben a napóleoni háborúk következtében megszűnt a Velencei Köztársaság és az Isztriával együtt a település is Habsburg uralom alá került. 1805-ben Napóleon a francia fennhatóság alatt álló Illír provincia részévé tette. Napóleon bukása után 1813-ban az egész Isztriával együtt ismét a Habsburg birodalom részévé vált és maradt 1918-ig. 1857-ben 518, 1910-ben 297 lakosa volt. Az első világháború után a rapallói szerződés értelmében Isztria az Olasz Királysághoz került. 1943-ban az olasz kapitulációt követően német megszállás alá került, mely 1945-ig tartott. A második világháború után a párizsi békeszerződés értelmében Jugoszlávia része lett, de 1954-ig különleges igazgatási területként átmenetileg a Trieszti B zónához tartozott és csak ezután lépett érvénybe a jugoszláv polgári közigazgatás. A település Jugoszlávia felbomlása után 1991-ben a független Horvátország része lett. 2011-ben a falunak 792, a községnek összesen 1607 lakosa volt. Lakói főként mezőgazdasággal (ezen belül főként kertészkedéssel, szőlőtermesztéssel és borászattal), kisvállalkozásokkal és turizmussal foglalkoznak.

## Nevezetességei
- Szent Zénó tiszteletére szentelt plébániatemploma 1859 és 1862 között épült az 1491-ben épített régi templom teljes átépítésével. A régi templomból csak a neogótikus harangtorony maradt fenn, mely 36 méter magas. Három oltára van, melyeket szentek szobrai díszítenek. Fából faragott Madonna-szobra és egy barokk táblaképe a 17. századból származik. 17. századi a keresztelőmedence is. A templomban 16. századi sírkő található.
- Szent Rókus tiszteletére szentelt temploma a 14. században épült, eredetileg Szent Jánosnak volt szentelve és az 1855-ös kolerajárvány után változtatták meg titulusát. Berendezésének legértékesebb darabja a fából faragott oltár. A templom mellett a szent ünnepén minden évben fesztivált rendeznek.
- A Mindenszentek tiszteletére szentelt temploma a 16. században épült. A bejárat felett az újjáépítés évszáma 1858 látható. Található benne egy szép oltár és három sírkő, melyek közül a legrégibb az 1567-es évből származik.
- A Nogredoi Boldogasszony tiszteletére szentelt temetőkápolnája.
- A történelem előtti vármaradványok közül a legjelentősebb a Nova Vas mellett délkeletre található Valaron (Castelliere di Villanova). A várnak a Lavra és a Valaron-patakok völgye felé nem épült védőfala, mert a természetes akadályok itt kellő biztonságot nyújtottak az ellenséges támadásokkal szemben. A nyugati oldalon még mindig látszik a bejárati kapu maradványa. 1890 novemberében és 1892 szeptemberében folytatott itt ásatásokat dr. Moriz Hörnes, melyek eredményéről Bécsben számolt be a régészeti társaság gyűlésén. Eszerint a vár a feltételezettnél valószínűleg sokkal nagyobb volt, mivel a maradványok egy ötszáz méter hosszú és kétszáz méter széles területre terjednek ki, amellyel ennek a vidéknek a legnagyobb erőssége lehetett. Egy másik vár állt a nova vasi temető melletti Sveta Dionizija dűlőben, ebből azonban csak nagyon csekély maradványokat találtak. A föld itt is számos ókori cseréptöredéket őrzött. Alberto Puschi szerint az itteni védőfalak maradványai még a 20. század elején is jól látszottak. Lejjebb a tenger felé találjuk Sveti Juraj (Castel S. Giorgio, Santi Quaranta) várának romjait, mely vár a múltban különös jelentőséggel bírt a Mirna folyó völgye feletti stratégiai elhelyezkedése miatt. Ez a vár is a történelem előtti időkben épült, de a római korban is megőrizte jelentőségét, sőt még a középkorban is használták. A 13. század második felében akkori birtokosa az aquileiai pátriárka újjáépíttette falait, de későbbi sorsa ismeretlen. A vár trapézoid alaprajzú maradványai különösen a téli hónapokban láthatók jól az alatta haladó útról. A következő vár a Mirna völgye felett Gromače (Soline) volt. A várat kétsoros fal védte, melyek közül az egyik ovális alakban a település északi végét zárta le, míg a másik a felső résztől a völgy felé húzódott a természet adta védelem miatt nem teljesen zárt gyűrű alakban. A falakat nagyméretű kőtömbökből építették, melyek szélessége két méter körüli volt. Végül az itt talált bronzkori leletek alapján arra következtethetünk, hogy azon a magaslaton, ahol a mai Brtonigla fekszik egykor szintén vár állt.
- Brtoniglától délkeletre, a Szent Márton kút közelében fekvő régészeti lelőhelyen ősi építőanyagok maradványait, egy síremlék töredékeit és számos, sírmellékletnek tartott tárgyat találtak. A helyszín még feltáratlan, de az előkerült leletek egy szakrális épület létezésére utalnak.[2]
- A Brtoniglától délkeletre fekvő Monaški vrh területén az ókori építőanyagok, mozaik maradványok és háztartási kerámiák nagyobb koncentrációja látható, ami azt jelzi, hogy a domb fennsíkján egy nagyobb ősi vidéki építészeti komplexum lehetett. A helynév a kora középkori település folytonosságát jelzi. A helyszínt még régészetileg nem vizsgálták.[3]

## Lakosság
| Lakosság változása | Lakosság változása | Lakosság változása | Lakosság változása | Lakosság változása | Lakosság változása | Lakosság változása | Lakosság változása | Lakosság változása | Lakosság változása | Lakosság változása | Lakosság változása | Lakosság változása | Lakosság változása | Lakosság változása | Lakosság változása |
| ------------------ | ------------------ | ------------------ | ------------------ | ------------------ | ------------------ | ------------------ | ------------------ | ------------------ | ------------------ | ------------------ | ------------------ | ------------------ | ------------------ | ------------------ | ------------------ |
| 1857               | 1869               | 1880               | 1890               | 1900               | 1910               | 1921               | 1931               | 1948               | 1953               | 1961               | 1971               | 1981               | 1991               | 2001               | 2011               |
| 1139               | 1206               | 1072               | 1098               | 1358               | 1550               | 2108               | 2386               | 1537               | 989                | 1107               | 823                | 803                | 736                | 827                | 792                |